# 4632 Udagawa
4632 Udagawa (tên chỉ định: 1987 YB) là một tiểu hành tinh vành đai chính. Nó được phát hiện bởi Takuo Kojima ở YGCO Chiyoda Station ở Nhật Bản ngày 17 tháng 12 năm 1987. Nó được đặt theo tên Tetsuo Udagawa.